# Leucotrichia

Leucotrichia (лат.) — род ручейников из подсемейства Leucotrichiinae (Hydroptilidae). Около 40 видов. Северная и Южная Америка.

## Описание
Мелкие ручейники. Длина переднего крыла до 5 мм (от 2 до 5 мм). На голове 2 или 3 оцеллия, передние крылья широкие в основании, узкие в апикальной части. Нижнечелюстные щупики 5-члениковые, нижнегубные щупики состоят из 3 сегментов. На вершинах голеней передних, средних и задних ног по 1, 3 и 4 шпоры, соответственно. Мезоскутеллюм с поперечным швом. Шипики на VIII стерните и выступ на IX сегменте отсутствуют. Личинки живут на дне водоёмов разного типа. Известен один ископаемый вид Leucotrichia adela Wells & Wichard, 1989, обнаруженный в Доминиканском янтаре. Род эндемичен для Нового Света, встречается в США, Центральной Америке и северной части Южной Америки.

## Систематика
Впервые род был описан в 1934 году Мартином Мосли (Martin E. Mosely, 1934) по типовому виду Leucotrichia melleopicta Mosely, 1934 из Мексики, его валидность была подтверждена в ходе ревизии рода, проведённой в 2015 году американскими энтомологами Робином Томсоном (Robin E. Thomson) и Ральфом Холзенталем (Ralph W. Holzenthal, University of Minnesota, St. Paul, США).
- †Leucotrichia adela Wells & Wichard, 1989 — Доминиканский янтарь
- Leucotrichia angelinae Thomson & Holzenthal, 2015
- Leucotrichia ayura  Flint, 1991
- Leucotrichia botosaneanui  Flint, 1996
- Leucotrichia brasiliana  Sattler & Sykora, 1977
- Leucotrichia brochophora  Flint, 1991
- Leucotrichia chiriquiensis  Flint, 1970
- Leucotrichia denticulata Thomson & Holzenthal, 2015
- Leucotrichia dianeae Thomson & Holzenthal, 2015
- Leucotrichia fairchildi  Flint, 1970
- Leucotrichia fulminea Thomson & Holzenthal, 2015
- Leucotrichia gomezi  Flint, 1970
- Leucotrichia hispida Thomson & Holzenthal, 2015
- Leucotrichia imitator  Flint, 1970
- Leucotrichia kateae Thomson & Holzenthal, 2015
- Leucotrichia pectinata Thomson & Holzenthal, 2015
- Leucotrichia procera Thomson & Holzenthal, 2015
- Leucotrichia repanda Thomson & Holzenthal, 2015
- Leucotrichia rhomba Thomson & Holzenthal, 2015
- Leucotrichia riostoumae Thomson & Holzenthal, 2015
- Leucotrichia sidneyi Thomson & Holzenthal, 2015
- Leucotrichia tapantia Thomson & Holzenthal, 2015
- Leucotrichia tritoven Flint, 1996
- Leucotrichia tubifex Flint, 1964
- Leucotrichia viridis Flint, 1967